# Palinsesto sinaitico

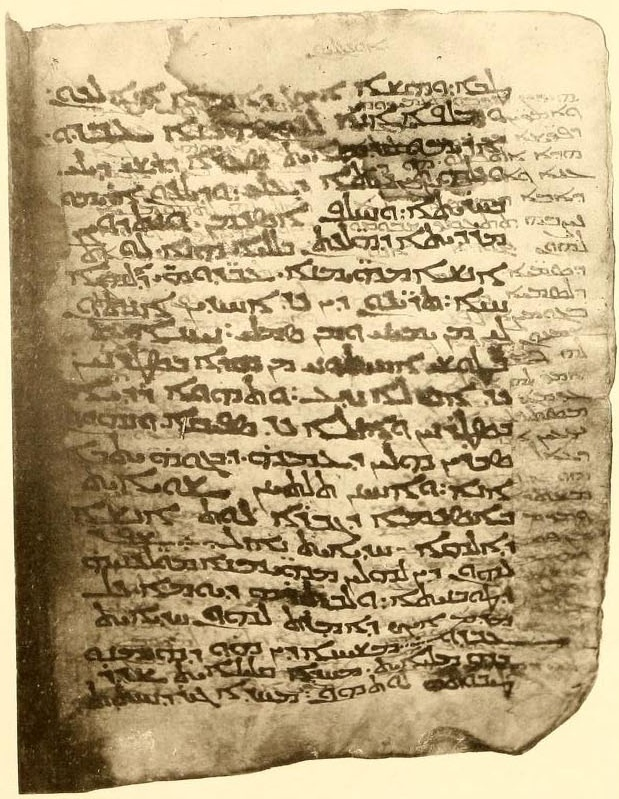
Pagina del Palinsesto sinaitico (Matteo, 15.12-27)

Il Palinsesto sinaitico (syrs), anche noto come Sinaitico siriaco, è un manoscritto di 358 fogli risalente al tardo IV secolo e conservato nel Monastero di Santa Caterina sul Monte Sinai. 
Conteneva in origine una traduzione dei quattro Vangeli in lingua siriaca, ma intorno all'anno 778 il testo fu abraso e sovrascritto con una biografia di santi e martiri. Questo palinsesto è il più antico esemplare delle versioni siriache della Bibbia, quindi uno dei due più antichi manoscritti, assieme ai vangeli curetoniani, che oltre al Diatessaron di Taziano il Siro potrebbero pre-datare la Peshitta, ovvero la versione siriaca di riferimento della Bibbia.
Il manoscritto manca dei versetti relativi all'agonia di Gesù al Getsemani (Vangelo secondo Luca 22:43-44) e omette Matteo 16,2b-3.